# Zenda Jacks
Zenda Jacks, geborene Suzie „Sue“ McCloskey (* 7. Mai 1955 in Wednesbury, Sandwell, England), ist eine britische Sängerin.

## Leben
Suzie McCloskey, mittlerweile verheiratete Tundervary, Tochter eines Autohändlers, absolvierte in ihrer Kindheit eine Ballettausbildung. Nach dem Abbruch der Ausbildung zur Sekretärin machte sie in London eine Ausbildung zur Schönheitspflegerin und arbeitete danach in einem Birminghamer Kaufhaus. Bei einer Geburtstagsparty wurde ihr Gesangstalent von zwei Mitgliedern der Burminghamer Band Muscles entdeckt. McCloskey nahm dann auch Gesangs- und Klavierstunden und erlernte das Gitarrenspiel. Bei ihren Auftritten mit den Muscles wurde sie vom Nachtclubbesitzer Peter Stringfellow und von Alvin Stardust entdeckt, und Stringfellow wurde ihr Manager. Den Plattenvertrag bekam sie beim Label Magnet Records.
Bei Magnet Records veröffentlichte 1974 unter dem Pseudonym Zenda Jacks mit Rub My Tummy ihre Debütsingle. Das Label vermarktete sie von Beginn an mit dem Zusatz „The Goddess of Rock“ (Die Göttin der Rockmusik). Rub My Tummy wurde oft im Hörfunk gespielt und sie machte sich einen Namen in der Glam-Rock-Szene. Der Titel erschien 1976 auch auf dem Sampler Magnetic Hits. 1975 folgte die Single Earthquake! und 1976 ihre von Pete Waterman produzierte dritte Single Do You Love Me. Mit Earthquake trat sie unter anderem am 20. August 1975 in der Reihe Musikladen auf. Schlagzeilen machte sie in England zu jener Zeit auch als Lebensgefährtin des Mud-Schlagzeugers Dave Mount. Im Anschluss sang sie in einer Big Band des Wakefield Theatre Clubs.
Von 1978 bis 1979 ersetzte sie bei der deutschen Disco-Band Silver Convention Penny McLean, verließ die Gruppe aber aufgrund ihrer Hochzeit mit einem Geschäftsmann, den sie bei der Mexiko-Tournee kennenlernte. Unter ihrem Spitznamen Sue McCloskey erschien 1981 die von Tony Clarkin produzierte Single I Really Need Your Love. Nach einer langjährigen Pause hatte sie als Backgroundsängerin von Hard Rain, der Nachfolgeband von Magnum, ein musikalisches Comeback.
2003 war sie das zweite Mal geschieden und trug den Namen Suzie Tundervary. Sie lebte zu dieser Zeit im Zentrum von Birmingham und war dort als Front-of-House-Managerin im Nobelclub Mechu Bar & Grill tätig.